# Liste profanierter Kirchen im Erzbistum Köln

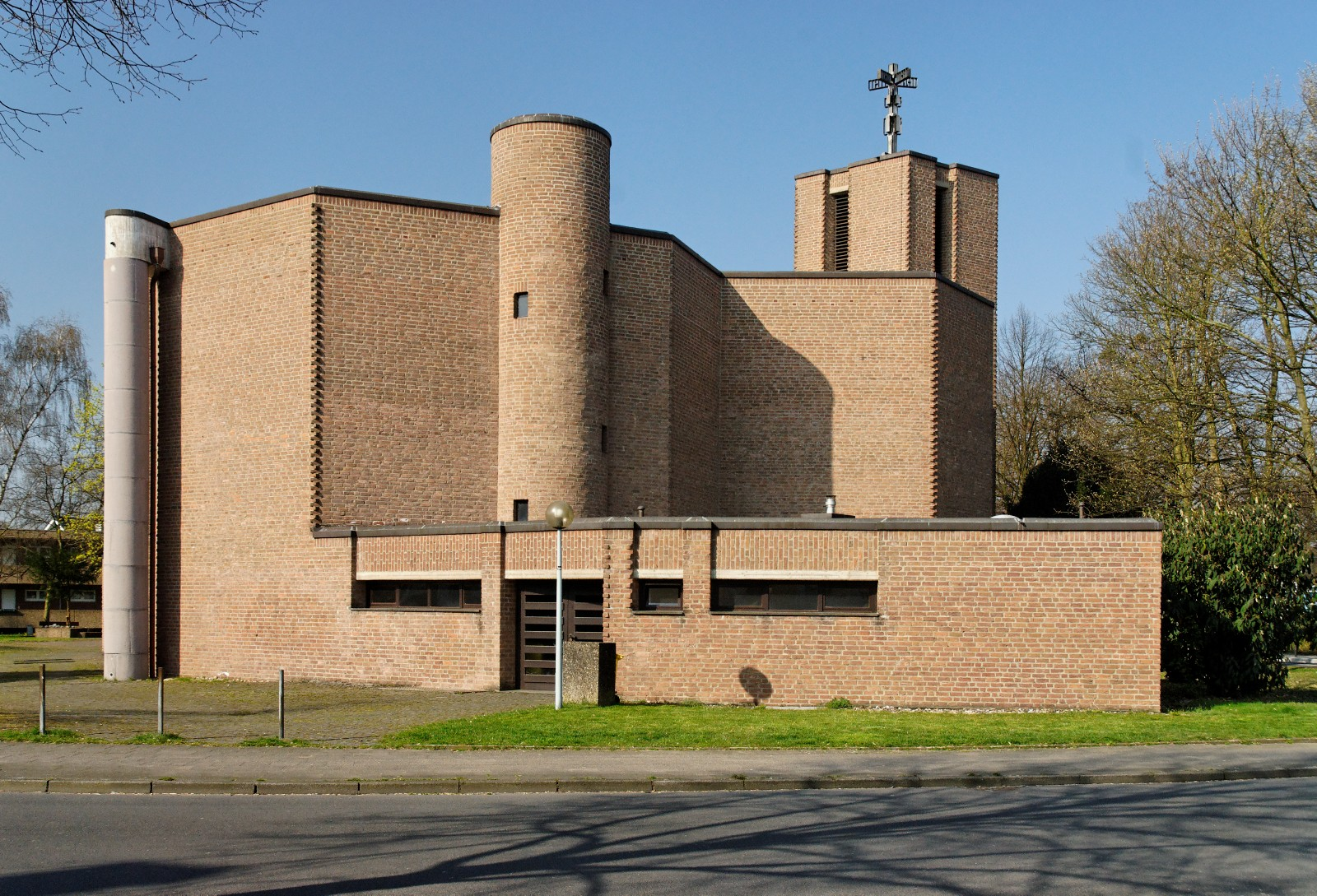
St. Laurentius in Düsseldorf-Holthausen (2009)

Die Liste profanierter Kirchen im Erzbistum Köln führt Kirchen und Kapellen im Erzbistum Köln auf, die profaniert wurden. Sie wurden oder werden verkauft, umgewidmet, umgebaut oder abgerissen.

## Bonn
- Bonn, St. Helena: 1960 erbaut, seit 1999 Nachnutzung als Kunst- und Kulturraum, unter dem ehemaligen Kirchenraum St.-Helena-Kapelle[1]

## Düsseldorf
- Düsseldorf-Stadtmitte, Dominikanerkloster: 1867–1870 erbaut, 1972 profaniert, 1973 abgerissen, Grundstück mit der Zentrale der WestLB neu bebaut
- Düsseldorf-Stadtmitte, Franziskanerkloster St. Antonius: 1955 erbaut, 2014 Kirchenschließung, 2017 Abriss von Kloster und Kirche und Neubau des 2021 fertiggestellten Bürohochhauses Pandion Francis und einer Wohnanlage
- Düsseldorf, Stadtteil Eller, St. Hedwig: 1972–74 erbaut, 2006 profaniert, 2008/09 zu Seniorenzentrum St. Hedwig mit Hedwigskapelle umgebaut
- Düsseldorf, Stadtteil Flingern, St. Konrad: 1969/70 erbaut, 2006 profaniert, 2007 abgerissen[2]
- Düsseldorf, Stadtteil Flingern, St. Vinzenz: 1927 erbaut, 2001 profaniert und an eine Freikirche verkauft[3]
- Düsseldorf, Stadtteil Holthausen, St. Laurentius: 1975 bis 1977 erbaut, 2014 oder später profaniert, soll zu Kindergarten umgebaut werden.
- Düsseldorf, Stadtteil Niederkassel, St. Anna: 1967 bis 1968 erbaut, 2016 profaniert, 2021 abgerissen
- Düsseldorf, Stadtteil Oberkassel, Christus König: 1929/30 erbaut, 2010 profaniert, 2011–13 zu Familienzentrum  umgebaut[4][5]
- Düsseldorf, Stadtteil Unterbilk, St. Petrus Canisius: 1925–26 erbaut, 1960 umgebaut, 1998 profaniert, 1999 abgerissen

## Frechen
- Frechen, Stadtteil Buschbell, St. Ulrich: 1741 erbaut, 1982 an die evangelische Kirche veräußert

## Haan
- Haan, Stadtteil Unterhaan, St. Maria vom Frieden: 1963 erbaut, 2008 letzte Messe gefeiert, profaniert, 2014 abgerissen[6]

## Hennef (Sieg)
- Hennef, Stadtteil Geistingen, Klosterkirche: 1903–04 erbaut, 2006 profaniert, 2007 verkauft, heute Vermietung für Veranstaltungen

## Hilden
- Hilden, St. Johannes Evangelist: 1961[7] oder 1965[8] erbaut, 2016 letzter Gottesdienst und profaniert, Abriss geplant[9]

## Hürth
- Hürth, Stadtteil Gleuel, St. Barbara: 1959 konsekriert, am 29. Mai 2005 profaniert, Abriss 2017 erfolgt[10]
- Hürth, Stadtteil Kalscheuren, St. Ursula: 1954–56 erbaut, am 29. Juni 2006 profaniert, seit 2010 Nachnutzung als Ausstellungshalle Böhm Chapel
- Hürth, Stadtteil Knapsack, St. Josef: 1912 erbaut, 1975 wegen Umsiedlung des Ortes Knapsack geschlossen, 1976 abgerissen

## Köln
- Köln, Kapelle Klein St. Martin: Nachnutzung als Gaststätte und Veranstaltungsraum[11]
- Köln, Stadtteil Altstadt-Nord, Alt St. Alban: Im Zweiten Weltkrieg weitgehend zerstört, am 23. Dezember 1954 profaniert
- Köln, Stadtteil Bilderstöckchen, St. Monika: 1969/70 erbaut, 2016 profaniert und 2019 abgerissen[12]
- Köln, Stadtteil Deutz, St. Heinrich: 1967 erbaut, am 10. April 2010 profaniert, seit 2011 Nachnutzung als Mehrzwecksaal einer Wohneinrichtung für psychisch kranke Menschen[13][14]
- Köln, Stadtteil Gremberghoven, Hl. Geist: 1955–57 erbaut, am 3. Juli 2005 an eine serbisch-orthodoxe Gemeinde übergeben[15]
- Köln, Stadtteil Holweide, St. Anno: 1974/75 erbaut, 2007/08 zu Altenheim mit Kapelle umgebaut[16][17]
- Köln, Stadtteil Lindenthal, St. Laurentius: 1961–1962 erbaut, 2019 profaniert, Umnutzung als Hörsaal der Universität zu Köln[18]
- Köln, Stadtteil Lindenthal, St. Petrus und Paulus: 1964 erbaut als Klosterkirche Vom Guten Hirten, 1991 bis 2021 Vermietung an eine syrisch-orthodoxe Gemeinde, Abriss geplant[19]
- Köln, Stadtteil Niehl, St. Christophorus: 1954–59 erbaut, seit 1989 an die Armenische Kirche verpachtet[20][21]
- Köln, Stadtteil Nippes, St. Hildegard in der Au: 1960 erbaut, 2020 profaniert, soll voraussichtlich abgerissen werden[22]
- Köln, Stadtteil Rondorf, Hl. Drei Könige: 1900 erbaut, 1957 Turm zugefügt, 1987 profaniert, Nachnutzung als Wohn- und Bürogebäude eines Architekten[23]
- Köln, Stadtteil Sülz, Zur Heiligen Familie: auch Waisenhauskirche genannt, an Wohnungsgenossenschaft verkauft[24]
- Köln, Stadtteil Zündorf, St. Joseph (Kapelle): 1887–89 erbaut, verkauft, Nachnutzung für kulturelle Zwecke[25]

## Leverkusen
- Leverkusen, Stadtteil Wiesdorf, St. Maria Friedenskönigin: 1954 geweiht, am 25. September 2004 letzter Gottesdienst, 2006 profaniert, 2012 abgerissen
- Leverkusen, Stadtteil Schlebusch, St. Thomas Morus: 1962 geweiht, 2021 profaniert

## Nümbrecht
- Nümbrecht, Ortsteil Grötzenberg, St. Hubertus (Kapelle): 8. Dezember 1946 geweiht, 2002 profaniert, 2002 verkauft
- Nümbrecht, Ortsteil Nümbrecht, Heilig Geist (Kapelle): 1948 geweiht, 1976 profaniert und verkauft

## Radevormwald
- Radevormwald, Stadtteil Bergerhof, St. Gangolf: 1969/70 erbaut, am 31. Dezember 2003 letzter Gottesdienst, 2004 entweiht, 2010 verkauft[26]

## Remscheid
- Remscheid, Stadtteil Klausen, Hl. Geist: 1970 geweiht, 2000 abgerissen
- Remscheid, Stadtteil Kräwinklerbrücke, Maria zur Mühlen: 1951 erbaut, 1979 für den Bau der Wuppertalsperre abgerissen
- Remscheid, Stadtteil Honsberg, St. Bonifatius: 1978 geweiht, am 1. April 2020 profaniert, Umbau zum Kindergarten.

## Rheinbach
- Rheinbach,  Vinzenz-Pallotti-Kirche: 22. Januar 1971 geweiht, am 6. Februar 2021 profaniert. Integration in Wohnkomplex war angedacht. Seit Sommer 2021 als Hilfszentrum für Opfer von Ahrtal-Flut und Ukraine-Krieg genutzt.[27]

## Velbert
- Velbert, Stadtteil Neviges, Christi Auferstehung: 2006 profaniert, 2007 abgerissen[28]